# Медленный город
Ме́дленный го́род (итал. Cittaslow) — международное движение, основанное в Италии в октябре 1999 года. Является частью Медленного движения.
На январь 2021 года насчитывает 272 города-члена. Целью движения является улучшение качества жизни в городах за счёт замедления ритма жизни, противостояния однообразию и усреднению.

## История
В 1999 году город Бра и ещё три итальянских города приняли решение преобразовать жизнь в соответствии с принципами Карло Петрини, основателя движения «Слоуфуд»: удовольствие превыше прибыли, человек важнее работы, неспешность приятнее суеты.
Первым медленным городом в англоязычном мире был Ладлоу, Англия, в 2003 году.
Хотя наибольшую поддержку движение нашло в Италии, к 2006 году в него вступили города других европейских государств  — Германии, Норвегии и Великобритании. К середине 2009 года в нём принимали участие уже четырнадцать стран. В том же году к «Медленным городам» присоединился первый североамериканский населённый пункт, которым стал небольшой канадский приморский посёлок Ковичан Бэй.
В октябре 2020 года Измир, 3-й столичный муниципалитет Турции, стал первым в мире мегаполисом среди Медленных городов.

## Цели и задачи
Каждый город — член организации «Медленный город» должен стремиться соответствовать 55 принципам движения, которые являются основой новой философии городской жизни.
Главные принципы:
- Улучшение качества жизни в городе;
- Противостояние усреднению и глобализации;
- Защита окружающей среды;
- Пропаганда культурного разнообразия и уникальности каждого города;
- Создание условий для здорового образа жизни.

Для достижения этих целей предпринимаются меры по сокращению транспорта и шума, создаются новые зелёные и пешеходные зоны, оказывается поддержка местным производителям и тем, кто использует их продукцию, внедряются экологически чистые технологии, создаётся атмосфера добрососедства и гостеприимства.

## Членство в организации
Существует две категории членства: полноправным членом организации «Медленный город» (Cittaslow town) может стать только город с населением менее 50 000 человек, города с населением более 50 000 человек могут стать Сторонниками «Медленного города» (Cittaslow Supporter), отдельные люди или семьи могут стать Друзьями «Медленного города».
Для вступления в организацию город должен изначально соответствовать части требований, предъявляемых к «Медленному городу», и обязаться развиваться в соответствии с принципами движения. Ежегодно участники движения платят членские взносы.

## Члены организации
| Страна           | Медленные города | Кол-во |
| ---------------- | --- | ------ |
| Австралия        | Гулва, Йеа (англ. Yea), Катумба | 3      |
| Австрия          | Хартберг, Хорн, Энс | 3      |
| Бельгия          | Анген, Жюрбиз, Ланс, Маасейк, Силли, Шофонтен, Эвере | 7      |
| Великобритания   | Айлшэм (Aylsham), Берик-апон-Туид, Лланголлен, Молд (Mold), Перт (Perth), | 5      |
| Венгрия          | Ходмезёвашархей | 1      |
| Германия         | Бад-Вимпфен, Бад-Шуссенрид, Бад-Эссен, Берхинг, Бишофсхайм (Майншпитце), Блискастель, Вальдкирх, Вирсберг, Дайдесхайм, Иберлинген, Людингхаузен, Майкаммер, Мельдорф, Михельштадт, Нёрдлинген, Пенцлин, Херсбрук, Хомберг (Эфце), Цвингенберг (Бергштрасе), Шветцинген, Шневердинген, Шпальт, Штольберг | 23     |
| Дания            | Мариагер-фьорд (коммуна), Свеннборг (коммуна) | 2      |
| Ирландия         | Клонакилти | 1      |
| Исландия         | Дьюпивогюр | 1      |
| Испания          | Арта, Багур, Бегес, Бенабарре, Вальмаседа, Ла-Оротава, Лекейтио, Мунгиа, Пальс, Рубьелос-де-Мора | 10     |
| Италия           | Аббиатеграссо, Аккуаланья, Аквапенденте, Альтомонте, Амальфи, Амелия, Ангьяри, Барга (коммуна), Баццано, Борго-Валь-ди-Таро, Бра, Бризигелла, Бучине, Галеата, Греве-ин-Кьянти, Грумес, Гуардьягреле, Джулиано-Театино, Дзибелло, Казальбельтраме, Капальбио, Кастель-Кампаньяно, Кастельново-не’-Монти, Кастель-Сан-Пьетро-Терме, Кастельнуово-Берарденга, Кастильоне-ин-Теверина, Кастильоне-Олона, Кутильяно, Кьяверано, Кьявенна, Каяццо, Леванто, Марради, Масса-Мариттима, Монтефалько, Монте-Кастелло-ди-Вибио, Новеллара, Орвието, Орсара-ди-Пулья, Пеллегрино-Парменсе, Пенне, Позитано, Поллика, Пратовеккьо, Пречи, Пьянелла, Рибера (Ribera), Сан-Винченцо, Сан-Даниеле-дель-Фриули, Сан-Джемини, Сан-Миниато, Сан-Потито-Саннитико, Санта-София, Сантарканджело-ди-Романья, Скандиано, Стия, Суверето, Тельо, Термоли, Тирано, Тоди, Тольфа, Торджано, Трани, Треви, Черрето-Саннита, Чивителла-ин-Валь-ди-Кьяна, Чистернино, Читта-делла-Пьеве, Читта-Сант’Анджело, Фонтанеллато, Франкавилла-аль-Маре | 72     |
| Канада           | Вулфвилл, Ковичан Бэй (Cowichan Bay), Лак-Мегантик (Lac-Mégantic), Нарамата (Naramata) | 4      |
| Китай            | Гаочунь Яси (Gaochun Yaxi) | 1      |
| Колумбия         | Пихао (Pijao) | 1      |
| Нидерланды       | Алфен-Хам, Боргер-Одорн, Валс, Вестервальд, Вианен, Гюлпен-Виттем, Мидден-Делфланд, Пел-эн-Маас, Херде (Heerde), Эйсден-Маргратен, Эхт-Сюстерен | 11     |
| Новая Зеландия   | Матакана | 1      |
| Норвегия         | Эйдскуг, Левангер, Сокндал | 3      |
| Польша           | Бартошице, Барчево, Бискупец, Биштынек, Бранево, Венгожево, Выдмины (Wydminy), Голдап, Гурово-Илавецке, Дзялдово, Добре-Място, Голдап, Глубчице, Езёраны, Жгув, Калеты, Лидзбарк, Лидзбарк-Варминьски, Любава, Моронг, Мурована-Гослина, Нидзица, Нове-Място-Любавске, Новы-Двур-Гданьский, Орнета, Олецко, Ольштынек, Пасым, Прудник, Решель, Реёвец-Фабрычны, Рын, Семпополь, Серпц, Сянув, Щитно | 36     |
| Португалия       | Виана-ду-Каштелу, Сан-Браш-ди-Алпортел, Силвиш, Тавира | 4      |
| Республика Корея | Вандо, Есан, Йонволь, Йонъян, Кимхэ, Мокпхо, Санджу, Синан, Сочхон (Seocheon-gun), Тамян, Тхэан, Хадон, Чечхон, Чонджу, Чхонсон, Чхунчхон | 16     |
| Россия           | Светлогорск | 1      |
| США              | Себастопол, Сонома | 2      |
| Тайвань          | Далинь (Dalin), Наньчжуан (Nanzhuang), Саньи (Sanyi), Фэнлинь (Fenglin), | 4      |
| ТРСК             | Аканту/Татлису, Гечиткале (Geçitkale), Енибоазичи (Yeniboğaziçi), Лефка, Мехметчик (Mehmetçik), | 5      |
| Турция           | Акьяка (Akyaka), Ахлат, Визе, Герце (Gerze), Гёйнюк, Гёкчеада, Гюдюль (Güdül), Енипазар (Yenipazar), Кёйджегиз, Мудурну (Mudurnu) Першембе (Perşembe), Сеферихисар, Тараклы, Узундере, Халфети, Шавшат, Эгридир, Ялвач | 18     |
| Финляндия        | Кристинестад | 1      |
| Франция          | Вальмондуа, Казобон, Креон (Créon), Луа, Лабастид-д’Арманьяк (Labastide D’Armagnac), Миранд, Сент-Антонен-Нобль-Валь (Saint Antonin Noble Val), Саматан, Сегонзак (Шаранта), Симор | 10     |
| Швеция           | Фальчёпинг | 1      |
| ЮАР              | Седжфилд (Sedgefield) | 1      |
| Япония           | Кесеннума, Маэбаси | 2      |